# Podpeč ob Dravinji
Podpeč ob Dravinji je naselje u slovenskoj Općini Slovenskim Konjicama. Podpeč ob Dravinji se nalazi u pokrajini Štajerskoj i statističkoj regiji Savinjskoj. 

## Stanovništvo
Prema popisu stanovništva iz 2002. godine naselje je imalo 33 stanovnika.